# Гуси-лебеді летять (повість)
«Гуси-лебеді летять» — автобіографічна повість українського письменника Михайла Стельмаха, написана в 1963 році.

## Історія створення
Михайло Панасович Стельмах написав повість про власне дитинство — «Гуси-лебеді летять» у 1963 році. Він розповів про людей і обставини так, як їх запам'ятав, зрозумів. Повість «Гуси-лебеді летять» присвячена батькам письменника — «з любов'ю і зажурою». М.Стельмах показав сільське життя з його порядками, етикою в 1921—1922 роки. Назва повісті символічна, гуси-лебеді символізують прекрасні роки дитинства.

## Сюжет
У повісті розповідається про життя українського села у першу половину XX століття. Михайло Стельмах розповідає про епізоди з власного дитинства. Відгриміла громадянська війна. Через село проходять то червоні козаки, то гетьманці, то петлюрівці. Відступило військо Пілсудського. Та у лісах повно людей, яких голова комнезаму дядько Себастіян називає бандитами. З голодної Херсонщини прийшла виснажена жінка з дитиною. Голод знищує людей, тривають суперечки про землю, за яку боляче, адже вона «така свіжа, така м'яка, мов колиска».
Автор закликав не бути «холоднооким», помічати красу рідного краю, любити рідну землю, «щоб люди мали людяність у серці, хліб на столі і не журились». У Михайлика багато гарних рис. Наслухавшись казок і розповідей свого дідуся Дем'яна та бабусі, Михайлик дивиться на світ відкрито і шанобливо. Він любить зорі, запах поля, любить слухати перепілку в житі і стук дятла, прислухається до гусей-лебедів у весняному небі. Хлопчик уміє бачити прекрасне. Підростаючи, Михайлик прилучається до праці, допомагає батькам. Він любить читати, багато фантазує. Щоб отримати книгу «Пригоди Тома Сойєра», хлопець змушений принести Юхриму Бабенку чотири склянки гарбузового насіння. Михайлик без дозволу мами бере насіння, половину з якого віддає хлопчику-жебраку. Михайлик отримує для читання казки, а замість сварки матері має подяку від жінки-жебрачки.

## Герої твору
У центрі подій родина Михайлика: його мати, батько, дід і баба. До позитивних героїв належать: попова наймичка Мар'яна, Люба, кобзар Левко, дід Дем'ян, дядько Себастіян.
Негативні герої: кар'єрист Юхрим Бабенко.
- Михайло Стельмах «Гуси-лебеді летять… Щедрий вечір. Вибрані твори у 2-х томах» т. 2. Видавництво «Український письменник», м. Київ, 2003 р., 266 с.
- Авраменко О. М. Українська література, підручник для 7 класу /О. М. Авраменко. — К. : Грамота, 2007. — 296 с.
- Вивчення української літератури. 7 клас: інтегровані уроки. –Х. :Ранок, 2007. –127с.
- Паращич В. В. Українська література. 7 клас: комплексний зошит для контролю знань / В. В. Паращич. — Х.: Ранок, 2009. — 48с.
- Чупринін О. О. Усі уроки української літератури в 7 класі. — Х.:Видавнича група «Основа», 2007. — 544с.